# Puerto Rico Football Club
Ne doit pas être confondu avec Islanders de Porto Rico.
Maillots
Le Puerto Rico FC est un ancien club de soccer basé à Bayamón sur l'île de Porto Rico. Au cours de ses deux années d'existence, il évolue en NASL.

## Histoire
En juin 2015, la star de la NBA Carmelo Anthony paye des droits d'expansion à la NASL, afin de créer une franchise de soccer basée à Porto Rico, l'île dont il est originaire. Baptisée Puerto Rico FC, elle doit commencer la compétition pour la phase retour (fall season) de la saison 2016.
Le premier match officiel du Puerto Rico FC a lieu le 2 juillet 2016 au stade Juan-Ramón-Loubriel devant 6 474 spectateurs. Pito Ramos inscrit le premier but du match et de l'histoire du club mais ne lui offre pas sa première victoire puisque Souleymane Youla égalise pour l'Eleven d'Indy dans les arrêts de jeu.
Lorsque la NASL annonce la suspension de ses activités pour la saison 2018, le Puerto Rico FC ne présente pas de solution de repli pour continuer à évoluer à un niveau compétitif. N'ayant pas rejoint de nouvelle ligue depuis, le club est considéré comme disparu.

## Palmarès et records

### Palmarès
| Compétitions nationales                       | Trophées mineurs                           |
| - Copa Luis Villarejo (en) - Vainqueur : 2016 | - Bayamon City Cup (en) - Vainqueur : 2017 |

### Bilan par saison
| Saison | Saison régulière | Saison régulière   | Saison régulière   | Saison régulière   | Saison régulière   | Saison régulière   | Saison régulière   | Saison régulière   | Saison régulière   | Saison régulière | Séries       | CFU Club Championship | Affl. moy. saison régulière | Affl. moy. séries éliminat. | Meilleurs buteurs          | Meilleurs buteurs |
| Saison | Ligue            | Place              | M                  | V                  | N                  | D                  | BP                 | BC                 | Pts                | Général          | Séries       | CFU Club Championship | Affl. moy. saison régulière | Affl. moy. séries éliminat. | Joueurs                    | Buts              |
| ------ | ---------------- | ------------------ | ------------------ | ------------------ | ------------------ | ------------------ | ------------------ | ------------------ | ------------------ | ---------------- | ------------ | --------------------- | --------------------------- | --------------------------- | -------------------------- | ----------------- |
| 2016   | NASL Spring      | Débute à l'automne | Débute à l'automne | Débute à l'automne | Débute à l'automne | Débute à l'automne | Débute à l'automne | Débute à l'automne | Débute à l'automne | 12e/12           | Non qualifié | Non qualifié          | 3 801                       | N/Q                         | Héctor Ramos               | 8                 |
| 2016   | NASL Fall        | 9e/12              | 22                 | 5                  | 9                  | 8                  | 19                 | 31                 | 24                 | 12e/12           | Non qualifié | Non qualifié          | 3 801                       | N/Q                         | Héctor Ramos               | 8                 |
| 2017   | NASL Spring      | 8e/8               | 16                 | 1                  | 6                  | 9                  | 19                 | 28                 | 9                  | 8e/8             | Non qualifié | Phase de groupes      | 3 401                       | N/Q                         | Conor Doyle Emery Welshman | 5                 |
| 2017   | NASL Fall        | 6e/8               | 16                 | 4                  | 4                  | 8                  | 13                 | 23                 | 13                 | 8e/8             | Non qualifié | Phase de groupes      | 3 401                       | N/Q                         | Conor Doyle Emery Welshman | 5                 |

## Personnalités du club

### Entraîneurs
Le tableau suivant présente la liste des entraîneurs du club.
| Rang | Entraîneur            | Nationalité | Début        | Fin                | Matchs | Victoires | Nuls | Défaites | % victoires | Palmarès                                                 |
| ---- | --------------------- | ----------- | ------------ | ------------------ | ------ | --------- | ---- | -------- | ----------- | -------------------------------------------------------- |
| 1    | Adrian Whitbread (en) | Angleterre  | 14 août 2015 | 18 mai 2017        | 48     | 24        | 11   | 13       | 50%         | 1x Copa Luis Villarejo (2016) 1x Bayamon City Cup (2017) |
| 2    | Marco Vélez           | Porto Rico  | 18 mai 2017  | Fin de saison 2017 | 25     | 5         | 7    | 13       | 20%         |                                                          |

### Joueurs emblématiques
- Chris Nurse (2016)
- Héctor Ramos (2016-2017)
- Emery Welshman (2017)

## Soutien et image

### Groupes de supporters
Les principaux groupes de partisans du Puerto Rico FC sont La Barra Naranja et La Legión Extranjera.

### Rivalités
La franchise entretient une rivalité contre le Cosmos de New York. Cette rivalité est inaugurée lors de la saison 2017.